# Гоналон, Максим
Макси́м Гонало́н (фр. Maxime Gonalons; родился 10 марта 1989, Венисьё, Франция) — французский футболист, опорный полузащитник. Выступал за сборную Франции.

## Карьера

### Ранние годы
В 1997 году, в возрасте 8 лет, начал играть за молодёжную французскую команду «Вильфранш». Но уже после двух лет выступлений за этот клуб, его заметили скауты одного из грандов французского чемпионата — «Олимпика» из Лиона.

### Лион
Сыграв 50 матчей и забив 5 голов, Максим добился своей цели — его взяли в основную команду «Олимпика». Поставив свою подпись в контракте 1 июня 2009 года, Гоналон вошёл в состав основной команды и получил 41-й номер. Лионцам как раз нужна была свежая кровь — слишком много игроков ушло из команды после того, как «Олимпик» стал чемпионом Франции 7 раз подряд, завоевав за этот период ещё и 1 Кубок Франции и 6 Суперкубков Франции.
Гоналон дебютировал в футболке «Олимпика» 25 августа 2009 года, когда вышел на замену вместо Жереми Тулалану на 73-й минуте матча против бельгийского «Андерлехта» в рамках раунда плей-офф Лиги чемпионов. 20 октября 2009 года Максим Гоналон забил свой первый гол в футболке «Олимпика». Случилось это в матче Лиги чемпионов на «Энфилде» против «Ливерпуля». Благодаря этому голу «Олимпик» сравнял счёт, а в итоге и выиграл матч со счётом 2:1.
26 января 2009 года, после того, как Гоналон отличился голом в матче против «Нанси», «Олимпик» подписал с игроком новый контракт до 2014 года.

### Рома
3 июля 2017 года подписал контракт с итальянским клубом «Рома» сроком до 30 июня 2021 года. Сумма перехода € 5 млн.

### Севилья
20 августа 2018 года «Севилья» объявила о переходе Гоналона на правах аренды.

## Сборная
В период с 2008 по 2009 год Максим Гоналон выступал за юношескую сборную Франции до 19 лет. Сыграл 7 матчей, включая игры на квалификации на чемпионат Европы до 19 2008, в которых он вместе с сборной провалил отбор. С 2009 по 2010 год играл за сборную Франции до 21 года.
9 ноября 2011 года, главный тренер сборной Франции Лоран Блан впервые вызвал Гоналона в команду, для участия в товарищеских матчах против сборных США и Бельгии, которые состоятся 11 и 15 ноября. 11 ноября 2011, в матче против сборной США, дебютировал за сборную, выйдя на поле во втором тайме.

## Достижения
«Лион»
- Обладатель Кубка Франции: 2012
- Обладатель Суперкубка Франции: 2012